# 罗家渡站
罗家渡站是一个京广线上的铁路车站，位于广东省乐昌市坪石镇长排寮村。车站原建于1935年，在衡广复线大瑶山隧道开通后废弃；现车站建于1990年，与原罗家渡站站址隔武江相望。车站距丰台站1981公里，广州站302公里，目前为二等站，邮政编码为512232。现不办理客运业务；不办理货运业务。